# 木崎良平 (歴史学者)
木崎 良平（きさき りょうへい、1924年11月17日 - ）は、日本の西洋史学者、立正大学名誉教授。日露交渉史を研究した。

## 来歴
1924年、大阪府守口市生まれ。召集をへて、戦後京都大学西洋史学科を卒業。
1951年、鹿児島大学文理学部助教授に着任。1964年、学位論文『ルーシ」という語の意味に関する歴史的一考察』を京都大学に提出して文学博士号を取得。1965年より鹿児島大学教養部教授、1971年より教養部長を務めた。1976年、立正大学教授となった。1995年に立正大学を定年退任し、名誉教授となった。

## 家族・親族
- 実兄：木崎国嘉は医師で、大手前女子大学教授を務めた。
- 叔父：木崎正隆は守口市長を務めた。
- 義父：後藤弘毅は鹿児島大学名誉教授。
- 義兄：山根銀五郎は鹿児島大学名誉教授[1]。

## 著作

### 著書
- 『ロシヤ・ソヴェトの歴史』 雄山閣、1959.
- 『世界史新講』 明玄書房、1964.
- 『ロシア史随想』 明玄書房, 1967.
- 『ピーター大帝 ロシア帝制の確立』 清水書院、1971. センチュリーブックス.　「帝制ロシアの巨星・ピーター大帝」清水新書
- 『永寿丸魯西亜漂流紀』 明玄書房、1982.2.
- 『漂流民とロシア 北の黒船に揺れた幕末日本』 1991.6. 中公新書
- 『光太夫とラクスマン 幕末日露交渉史の一側面』 刀水書房、1992.3. 刀水歴史全書
- 『新ロシア史随想』 明玄書房、1992.6.
- 『日露交渉史』 明玄書房、1993.1.
- 『仙台漂民とレザノフ 幕末日露交渉史の一側面no.2』 刀水書房、1997.1.

### 共編・記念論集
- 漂海紀聞 文化九・十三年薩摩永寿丸、カムチャッカ漂流記 井田好治共編. 鹿児島大学教養部歴史研究室、1965.
- 世界史説苑 木崎良平先生古稀記念論文集 編集委員会、1994.11.